# 瓦姆省
瓦姆省 （法語：Prefecture d'Ouham）是中非共和国16省之一，首府博桑戈阿。該省面积为50,250平方公里，根據2003年人口普查，當地人口为369,220人。